# Coca-Cola Light Plus
La Coca Cola Light Plus è una cola dietetica fortificata con vitamine e minerali prodotta dalla The Coca-Cola Company. È una delle tante versioni alternative della Coca-Cola.
Nel 2007 iniziarono le vendite in Gran Bretagna, dal gennaio 2010 è venduta in Brasile.

## Caratteristiche
In Gran Bretagna è venduta in due versioni, una contenente le vitamine B3 e B12 e la vitamina C, l'altra contenente quest'ultima e degli antiossidanti.

## Critiche
Questa versione della Coca-Cola è stata sotto accusa in quanto il termine plus e altre indicazioni avrebbero fatto credere ai consumatori che bere la bibita fosse salutare.